# Налорфін
Налорфін (лат. Nalorphinum, англ. Nalorphine; Lethidrone, Nalline) — напівсинтетичний лікарський засіб, що є структурним аналогом опіоїдних анальгетиків (за хімічною структурою близький до морфіну), та застосовується у низці країн як антидот при передозуванні опіоїдів. Препарат застосовується парентерально, підшкірно, внутрішньовенно і внутрішньом'язово. Налорфін застосовується у клінічній практиці з 1954 року.

## Фармакологічні властивості
Налорфін — синтетичний лікарський засіб, що є структурним аналогом опіоїдних анальгетиків (за хімічною структурою близький до морфіну). Механізм дії препарату полягає у стимулюванні κ-підвидів опіатних рецепторів та в інгібуванні μ-підвидів опіатних рецепторів. Наслідком цього є те, що налорфін, який є частковим як агоністом, так і антагоністом морфіну, має знеболювальну дію, яка є рівнозначною з дією морфіну, при застосуванні препарату також спостерігається зниження температури тіла, зниження частоти серцевих скорочень і міоз; та одночасно при застосуванні налорфіну спостерігається зниження рівня пригнічення дихання, спричиненого іншими опіоїдними анальгетиками. При застосуванні налорфіну також спостерігається зниження впливу морфіну та інших опіоїдних анальгетиків на тонус гладеньких м'язів внутрішніх органів. Препарат застосовується у низці країн як антидот при передозуванні опіоїдів. Проте при застосуванні налорфіну у хворих, як і при застосуванні морфіну, можуть спостерігатися сонливість, дисфорія; рідше відчуття тривоги, збудження, зрідка галюцинації, слинотеча, нудота, відчуття сп'яніння. Налорфін вважається застарілим препаратом, оскільки при передозуванні опіатів натепер частіше застосовуються введені у клінічну практику пізніше налоксон і налтрексон.
Налорфін швидко й добре всмоктується після парентерального введення, проходить через гематоенцефалічний бар'єр та виділяється в грудне молоко. Метаболізується препарат у печінці з утворенням малоактивних метаболітів. Виводиться налорфін з організму переважно із сечею, частково виводиться з жовчю. Період напіввиведення препарату становить 24 хвилини.

## Покази до застосування
Налорфін застосовується у низці країн як антидот при передозуванні опіоїдів.

## Побічна дія
При застосуванні налорфіну при введенні високих доз препарату можуть спостерігатись наступні побічні ефекти: нудота, міоз, головний біль, сонливість, психомоторне збудження.

## Протипокази
Налорфін протипоказаний при підвищеній чутливості до препарату. Препарат не застосовується для лікування опійної наркоманії, оскільки його застосування з цією метою може спровокувати виникнення абстинентного синдрому у цих хворих.[джерело?]

## Форми випуску
Налорфін випускається у вигляді порошку в ампулах по 1 мл 0,5 % розчину і по 0.5 мл 0,05 % розчину. На 1 червня 2019 року препарат в Україні не зареєстрований.